# Sedlčany
Sedlčany (niem. Seltschan) − miasto w Czechach, w kraju środkowoczeskim. Według danych z 31 grudnia 2016 powierzchnia miasta wynosiła 3646 ha, a liczba jego mieszkańców 7227.

## Demografia
| Rok             | 1970 | 1980 | 1991 | 2001 | 2003 |
| --------------- | ---- | ---- | ---- | ---- | ---- |
| Liczba ludności | 5462 | 7585 | 7959 | 7846 | 7836 |

Źródło: Czeski Urząd Statystyczny

## Historia
Pierwsza wzmianka o mieście pojawiła się w liście Oldřicha z Hradca w 1294. W XVI w. w mieście rozwinęło się tkactwo i browarnictwo. Miasto zostało zniszczone podczas czeskiego powstania stanowego i w bitwie na Białej Górze w 1620. Ponownie rozwinęło się w XIX w. w wyniku rewolucji przemysłowej.